# Shane Cadogan
Shane Cadogan, född 1 juni 2001, är en vincentisk simmare.
Vid olympiska sommarspelen 2020 i Tokyo slutade Cadogan på 49:e plats på 50 meter frisim och blev utslagen i försöksheatet.